# Sandersiella
Genre
Sandersiella est un genre de céphalocarides de la famille des Hutchinsoniellidae.

## Liste des espèces
Selon World Register of Marine Species (19 décembre 2017) :
- Sandersiella acuminata Shiino, 1965
- Sandersiella bathyalis Hessler & Sanders, 1973
- Sandersiella calmani Hessler & Sanders, 1973
- Sandersiella kikuchii Shimomura & Akiyama, 2008

## Publication originale
- Shiino, 1965 : Sandersiella acuminata gen. et sp. nov., a Cephalocarid from Japanese waters. Crustaceana, vol. 9, p. 181-191.